# The Tyger

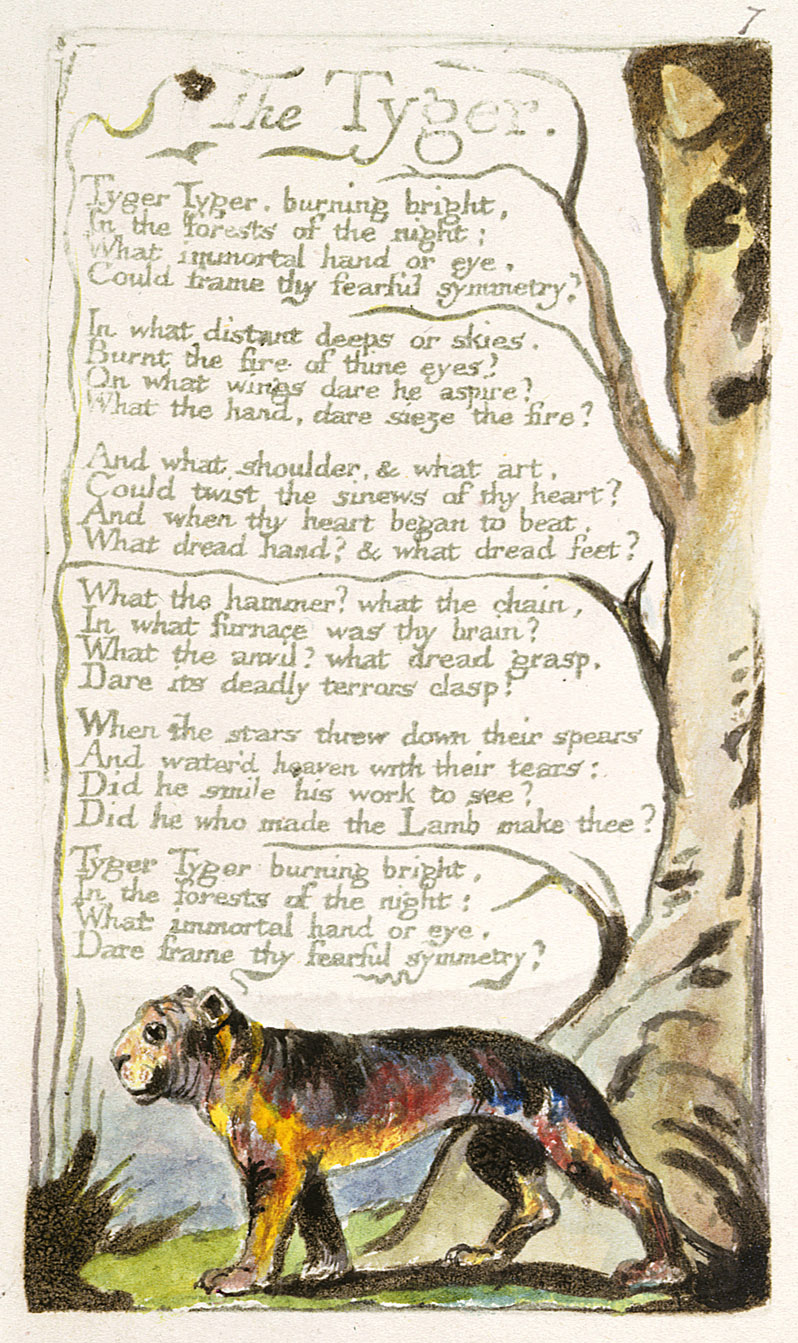
Incisione originale di William Blake di The Tyger, stampata nel 1795

The Tyger (La tigre) è una poesia del poeta e incisore inglese William Blake, raccolta nell'opera Songs of Experience, pubblicata nel 1794.

## Testo
| Originale (in lingua inglese) | Traduzione a cura di Giuseppe Ungaretti |
| --- | --- |
| Tyger! Tyger! Burning bright In the forests of the night: What immortal hand or eye Could frame thy fearful symmetry? In what distant deeps or skies Burnt the fire of thine eyes? On what wings dare he aspire? What the hand dare seize the fire? And what shoulder, and what art, Could twist the sinews of thy heart? And when thy heart began to beat, What dread hand? And what dread feet? What the hammer? What the chain? In what furnace was thy brain? What the anvil? What dread grasp Dare its deadly terrors clasp? When the stars threw down their spears, And water'd heaven with their tears: Did He smile His work to see? Did He who made the Lamb make thee? Tyger! Tyger! Burning bright In the forests of the night: What immortal hand or eye Dare frame thy fearful symmetry? | Tigre! Tigre! Divampante fulgore Nelle foreste della notte, Quale fu l'immortale mano o l'occhio Ch'ebbe la forza di formare la tua agghiacciante simmetria? In quali abissi o in quali cieli Accese il fuoco dei tuoi occhi? Sopra quali ali osa slanciarsi? E quale mano afferra il fuoco? Quali spalle, quale arte Poté torcerti i tendini del cuore? E quando il tuo cuore ebbe il primo palpito, Quale tremenda mano? Quale tremendo piede? Quale mazza e quale catena? Il tuo cervello fu in quale fornace? E quale incudine? Quale morsa robusta osò serrarne i terrori funesti? Mentre gli astri perdevano le lance tirandole alla terra e il paradiso riempivano di pianti? Fu nel sorriso che ebbe osservando compiuto il suo lavoro, Chi l'Agnello creò, creò anche te? Tigre! Tigre! Divampante fulgore Nelle foreste della notte, Quale mano, quale immortale spia Osò formare la tua agghiacciante simmetria? |

## Contenuto

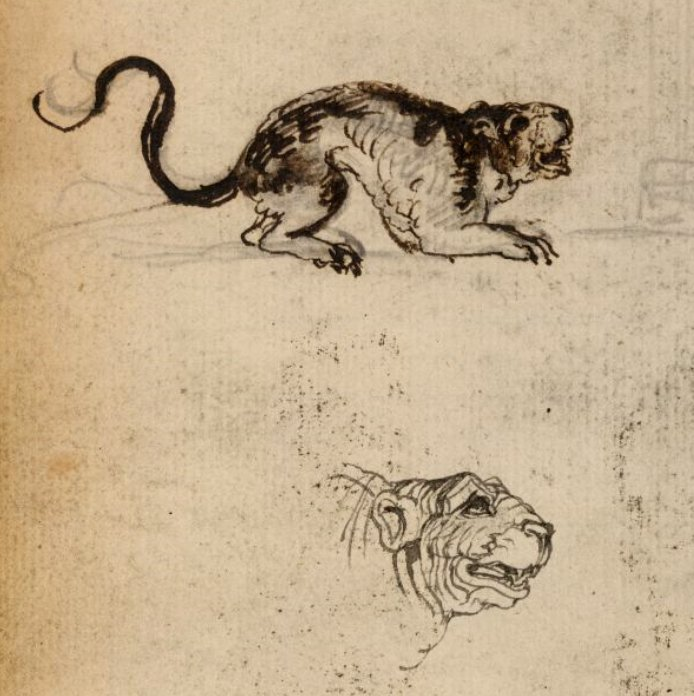
Un manoscritto di Blake raffigurante due tigri, intese come l'incarnazione della sofferenza derivante dalla experience

The Tyger si compone di ventiquattro versi ripartiti in sei strofe di quattro versi ciascuna, in rima baciata AABB. In questa lirica Blake satireggia il «mondo dell'esperienza», ovvero quello stato di cinismo raggiunto dagli esseri umani adulti, privi dell'impeto e della vitalità dell'infanzia e segnati dalla crudeltà e dalle ingiustizie quotidiane.
Il testo del poema si apre con l'introduzione della tigre, descritta come una creatura che si aggira avvampandosi nelle selve notturne, suscitando spavento per la sua «agghiacciante simmetria» (in riferimento, probabilmente, alle striature del suo mantello) e per gli occhi che ardono come fuoco. Blake, rapito dal fascino della fiera, con queste assillanti domande intende scoprire l'identità dell'artefice di un simile concentrato di bellezza e orrore; l'aggettivo «immortale» che qualifica la mano creatrice suggerisce al lettore che si tratta di Dio, eppure — a differenza di quelle espresse in The Lamb — qui nessuna domanda otterrà risposta.
In questo modo, la tigre - delineata come una creatura oscura, perturbante, quasi demoniaca - assurge a simbolo della sofferenza che deriva dall'esperienza umana; siamo davanti a una figura diametralmente opposta all'agnello già incontrato in The Lamb, emblema invece dell'innocenza e della purezza. Il poeta paragona esplicitamente i due animali al v. 20, in cui domanda alla tigre: «Chi l'Agnello creò, creò anche te?». Blake, infatti, comprende che la potenza e la perfezione di questa terribile creatura non possono che essere frutto del disegno di Dio, eppure si tratta dello stesso Dio che ha creato anche il docile agnellino; sconcertato dall'idea che il principio del male e del bene abbiano la stessa origine, il poeta giunge alla conclusione che la creazione della Tigre è un atto volontario e deliberato, e che vi sono alcuni concetti — come la natura del male — che sono impenetrabili e sfuggono alla comprensione umana.
In questa poesia, infine, Blake utilizza un lessico povero di latinismi e termini aulici, ma denso di arcaismi («tyger», «thine», «thy»), e un ritmo concitato ed incalzante, basato sull'impiego di un andamento paratattico, con poche subordinate. Scrisse Giuseppe Ungaretti, traduttore dell'opera di Blake:

## Nella cultura di massa
Il componimento di Blake viene menzionato in vari episodi della serie televisiva The Mentalist.
Nel film "The Dangerous Lives of Altar Boys" è l'unico componimento dell'autore che viene declamato nella sua completezza.
Il Capitolo 5 della miniserie a fumetti Watchmen presenta come titolo Fearful Symmetry, richiamando il quarto verso del componimento di Blake. In aggiunta, alla fine del capitolo viene citata la prima strofa della poesia.